# Curt Horst

Curt Horst

Curt Horst, auch Kurt Horst, (* 4. September 1902 in Mönchengladbach; † 22. April 1990 in Mönchengladbach-Rheindahlen) war ein deutscher Politiker der NSDAP und Kreisleiter vom Landkreis Erkelenz.

## Leben und Wirken
Nach dem Besuch der Volksschule und der Oberrealschule in Mönchengladbach erlernte Curt Horst den Kaufmannsberuf. 1926 ließ er sich in Erkelenz nieder und gründete ein Kartonageunternehmen.
Zum 1. Oktober 1930 trat Horst der NSDAP bei (Mitgliedsnummer 356.626) und übernahm die NSDAP-Ortsgruppe Erkelenz, vom 1. September 1932 bis zum 26. Februar 1945 war er Kreisleiter, seit 1941 hauptamtlich.
Während eines der vielen Wahlkämpfe des Jahres 1932 wurde er durch einen Oberschenkelknochenschuss verletzt. Nach 1933 war Horst Mitglied des Stadtrates, des Kreistages und des Kreisausschusses. In den Jahren 1933/1934 war er kommissarischer Leiter der Kreissparkasse.
Von März 1936 bis zum Ende der NS-Herrschaft im Frühjahr 1945 saß Horst als Abgeordneter im nationalsozialistischen Reichstag, in dem er den Wahlkreis 20 (Köln-Aachen) vertrat.
Vom 27. Oktober 1945 bis 1948 war Horst im Lager Recklinghausen interniert. Am 19. März 1948 wurde er von der zweiten Spruchkammer des Spruchgerichtes Recklinghausen wegen Zugehörigkeit zum Korps der politischen Leiter der NSDAP zu einer Gefängnisstrafe von 5 Jahren unter Anrechnung der erlittenen Internierungshaft verurteilt. Im Herbst 1948 fand vor dem Landgericht Mönchengladbach der  Prozess gegen die Verantwortlichen des Erkelenzer Novemberpogroms von 1938 statt, einer der Angeklagten war Horst. Das Gericht verurteilte ihn Februar 1949 wegen „Verbrechen gegen die Menschlichkeit“ zu einer Haftstrafe von 5 Jahren und 10 Monaten – unter Einbeziehung der vom Spruchgericht verhängten Gefängnisstrafe. Dezember 1950 wurde er auf Bewährung freigelassen. Nach seiner Entlassung lebte er in Erkelenz.